# Gull-Pian
Gull-Pian är en svensk barnfilm från 1988, med manus av Astrid Lindgren och regi av Staffan Götestam. Filmen bygger på novellen med samma namn från Lindgrens novellsamling Kajsa Kavat.

## Handling
Filmen handlar om en flicka som heter Eva som bor hos sina mostrar och sin kusin Berit, eftersom Evas mamma ligger på sjukhus med lungsot. Eva har en docka, som heter Fia-Lisa, även kallad Gull-Pian. Hon älskar den, men Berit säger att det är en lortdocka, och mobbar Eva, genom att ta dockan och slänga iväg den all världens väg. Evas pappa åker båt i Västindien men Berit tror att båten sjunker och sårar Eva genom att säga att pappan kanske drunknar. Eva blir mycket orättvist behandlad, hon måste hämta kofta åt kusinen och torka disk, samt få order om att inte gråta när hon tappar en bricka som går sönder.
När Eva talar om för mostrarna att Berit håller henne under vattnet får hon veta att det är fult att skvallra, men den enda som är snäll mot henne är den lokala handlaren Eriksson. Han tycker synd om Eva som måste handla potatismjöl i ruskvädret. Han bjuder på en karamell och medan han torkar av henne det värsta av vattnet, tröstar han henne och talar om att hennes mamma kommer att bli frisk från sin sjukdom. Eva blir gladare och bär med sig den snälle mannens ord.

## Rollista
- Zara Zetterqvist - Eva
- Hanna Alström - Berit
- Ewa Roos - moster Greta
- Cecilia Haglund - moster Ester
- Mats Bergman - handlare Eriksson